# Edalorhina perezi
Edalorhina perezi é uma espécie de anfíbio  da família Leptodactylidae.
Pode ser encontrada nos seguintes países: Brasil, Colômbia, Equador, Peru e possivelmente em Bolívia.
Os seus habitats naturais são: florestas subtropicais ou tropicais húmidas de baixa altitude, regiões subtropicais ou tropicais húmidas de alta altitude e marismas de água doce.